# Galleria Sant'Antonio-Cepina
La galleria Sant'Antonio-Cepina è un tunnel stradale, costituito da un tubo a una carreggiata a doppio senso di circolazione, che attraversa le Alpi, in Lombardia. Lungo quasi 8 km., fa parte della Strada statale 38 dello Stelvio.

## Storia
La storia della galleria inizia nel 1987 quando ci fu l'Alluvione della Valtellina del luglio 1987 che portò
a una strada molto più lunga e quindi verso gli anni 2000 ci fu l'intenzione di costruire la galleria.
La galleria porta la SS 38 fino a Bormio.